# Erythridula enata
Erythridula enata är en insektsart som först beskrevs av Knull 1951.  Erythridula enata ingår i släktet Erythridula och familjen dvärgstritar. Inga underarter finns listade i Catalogue of Life.